# Formica lemani
Formica lemani (лат.) — вид средних по размеру муравьёв подрода Serviformica из подсемейства Formicinae.
Включён в Красную книгу Челябинской области.

## Распространение и экология
Европа и Северная Азия (от Франции до Камчатки). Леса, опушки, иногда болота. В горах Европы в субальпийском поясе, в Альпах и на Пиренеях доминируют на высотах 1800 — 3000 м.
Formica lemani — это обычный бореомонтаный вид, и его основная среда обитания в Северной Европе — хвойные бореальные леса. Он типичный вид ранних сукцессионных стадий, очень быстро заселяет новые участки обитания после нарушений, вызванных ветром или лесным пожаром, а в настоящее время из-за вырубок. Пик численности популяции наступает через 10-25 лет (например, в зависимости от породного состава деревьев, плодородия почвы). Но на него негативно влияет изобилие рабовладельцев Formica sanguinea. Наконец, популяции исчезают, когда лесной навес закрывается и территорию заселяют рыжие лесные муравьи Formica, строящие крупные муравьиные холмики, возможно, через 20-50 лет после первоначального разрушения леса.

## Описание
Длина тела одноцветных буровато-чёрных рабочих муравьёв около 5 мм. Сходен с бурым лесным муравьём Formica fusca, но у F. lemani на бёдрах больше отстоящих волосков (3—7 против 1—2 у F. fusca) и больше их на передне- и среднеспинке (3—12 пар против 1—2 у F. fusca). Нижняя сторона головы без отстоящих волосков. Тело самок и рабочих матовое (кроме блестящих боков переднеспинки и боков головы); тело самцов чёрное и блестящее. Муравейники почвенные, малозаметные, без наземных куполов или холмиков. В гнёздах от нескольких сотен до нескольких тысяч муравьёв. Встречаются моногинные и полигинные семьи. Лёт крылатых половых самок и самцов происходит в июле и августе. Основание новых семей происходит независимым способом: молодые оплодотворённые самки самостоятельно основывают новые колонии.
Число маток в девятнадцати гнёздах, раскопанных в Финляндии, находилось в диапазоне 0–8, при среднем арифметическом 1,37 маток. В шести гнездах не было ни одной королевы, и, если предположить, что они моногинны, среднее гармоническое количество маток составляет 1,17. 
В гнёздах обитают личинки мух-журчалок Microdon mutabilis (Diptera: Syrphidae), которые питаются расплодом муравьёв.

## Генетика
Диплоидный набор хромосом самок и рабочих 2n = 54 (у самцов гаплоидный n = 27).

## Систематика
Данный вид относится к подроду Serviformica, включающему самых примитивных представителей рода Формика (Formica). Вид был впервые описан в 1917 году бельгийским энтомологом Ж. Бондруа (Jean Bondroit, 1882—1952) по рабочим и самкам из Франции. Самцы были описаны в 1920 году.